# Ugo Teralh
Ugo Teralh est un notaire et marchand de Forcalquier qui a vécu au XIVe siècle.

## Journal
Maître Ugo Teralh est connu par le livre-journal qu'il tient entre 1330 et 1332. Celui-ci a été découvert, étudié par Paul Meyer, directeur de l'École nationale des chartes entre 1882 et 1916, et publié en 1898,. Le journal est conservé dans les archives municipales de Forcalquier, consultable en salle de lecture et sous format numérisé.
Il tient registre des ventes de sa maison, en cent trente-quatre entrées, de la façon suivante : une colonne est dédiée au nom de l'acheteur, une autre à la nature de la marchandise vendue ou achetée, la date à laquelle le paiement doit être fait et celle de la livraison, et une dernière indique si le paiement a été fait. Dans la plupart des cas, seule la colonne centrale a été conservée. Parfois, l'acheteur, surtout s'il était notaire, écrivait lui-même, et les juifs écrivaient, eux, en hébreu, puis Ugo Teralh ajoutait en provençal les conditions de vente, et ajoutait que l'acheteur juif avait lui-même écrit la reconnaissance de dette ; on a une quinzaine de juifs acheteurs répartis en vingt-quatre entrées, et plus encore mentionnés : Yehiel fils d'Aron ; Néhémie ; Jacob de Relhana ou Jacop de Reillane, « abitayre de Forc. » (habitant de Forcalquier) ; Astoruc de Digne (Astruc de Dignha) ; Bongodas (= Bonjuda) de Salon ; Bendig ; Benditz de Relhana ; Isaac, fils d'Abraham ; Aquinet fils de Tobie ou Aquinons fils de Tobias ; Aquinons alias Aquinest, fils d'Abran ; Chaquon ; Jacon, fils d'Astruc de Digne ; Conprat ; Creyson ; Léons frère de Creysson ; Samsons ; Tannigra ; Vivan Araon, R. Pérec, rabbin, etc. On dispose en tout quatre-vingt-sept articles. Grâce à ce journal, on comprend qu'une communauté juive se trouve à Forcalquier, comme on en trouve autour à Reillane, Apt, Cavaillon, Orgon, Chateaurenard, Tarascon, Arles, Salon, Aix, Gardannen Cadenet, Pertuis, Mirabeau, Manosque, Digne, Moustiers, Castellane, Draguigan, le Luc, Grasse, Hyères, Toulon, Marseille. On en trouve également dans le Comtat Venaissin.
Ugo Teralh vendait des étoffes de laine à la canne (2 m environ) et l'empan (25 cm environ) ainsi que des vêtements. Les étoffes sont décrites par couleur et part lieu d'origine : blanquet (blanc) ou blau (bleu) de Béziers, cruec (jaune), vair (bariolé) et violeta (violet) de Carcassonne, escacat (échiqueté) de Lodève, rosseta (roussette) de Limoux, vermelh (rouge) de Narbonne ou mesclat (drap mêlé) de Montolieu, vayr de Rouen, le blau de Saint-Denis et une étoffe dont la couleur n'a pas été conservée de Provins.
Le journal est écrit en provençal et en latin, avec des passages en hébreu médiéval incluant des dates, noms de lieux, de tissus en provençal vernaculaire transcrits en caractères hébraïques, puis traduits en provençal par Ugo Teralh.